# Силы специальных операций США
Силы специальных операций США (англ. United States special operations forces) (сокр. SOF) представляют собой формирования специального назначения в составе вооружённых сил США, подготовленные, обученные и вооружённые для проведения специальных операций. Силы специальных операций не образуют единую организацию — это различные подразделения в составе разных родов войск: армии, корпуса морской пехоты, военно-морских сил и военно-воздушных сил. Статус принадлежности к силам специальных операций определяется министром обороны США. Единое оперативное руководство силами специальных операций осуществляет общее командование специальных операций США.

## Структура
В состав сил специальных операций США входят:

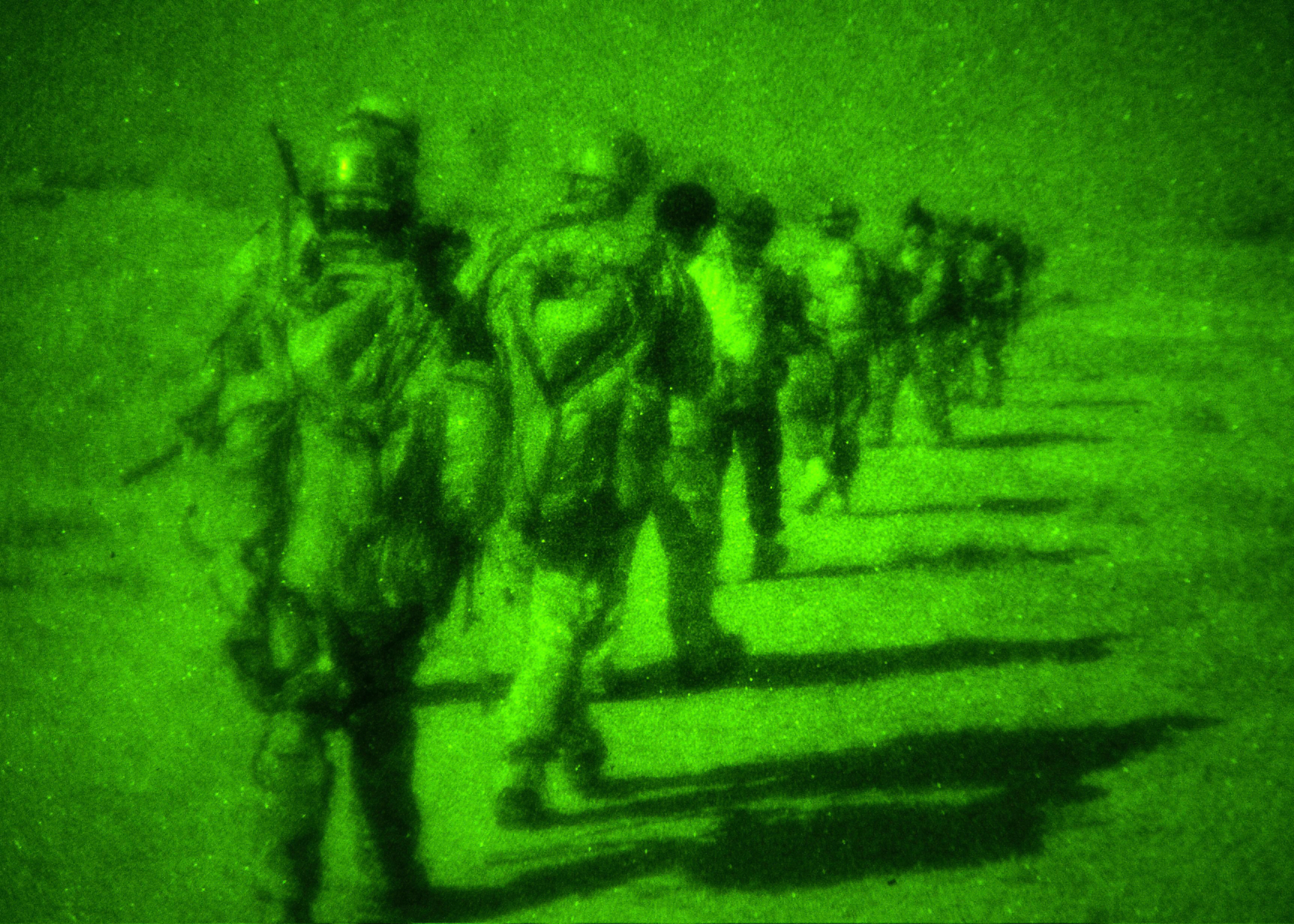
Морские котики во время ночной операции в Афганистане

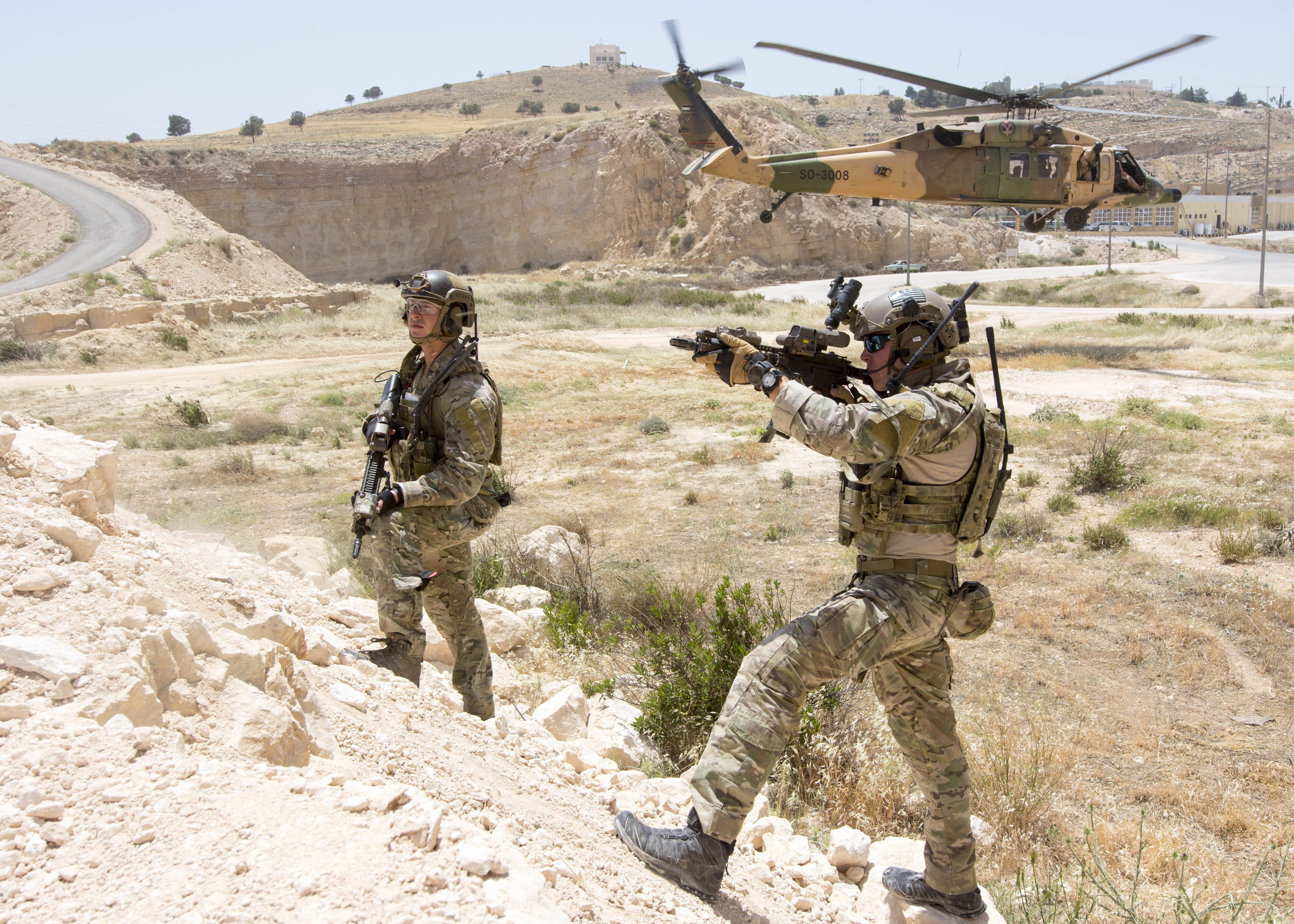
Тренировка спецтактических коммандос ВВС в Иордании

- Силы специального назначения Армии США
- Силы специального назначения ВМФ США[укр.]

- Силы специального назначения ВВС США[укр.]

- Силы специального назначения Корпуса морской пехоты США